# 護憲新党あかつき
護憲新党あかつき（ごけんしんとうあかつき）はかつて存在した日本の政党。

## 概要
1994年（平成6年）、日本社会党がとった小選挙区制導入に賛成の方針に「歴史的な誤り」と反発した社会党の元衆議院議員（1993年（平成5年）の衆院選で落選）の上田哲が離党し、自ら委員長に就任して結成した。同年12月には、護憲左翼勢力の新たな政治勢力の結集をめざす、政治団体「平和憲法の会21」の結成総会に委員長の肩書きで上田哲が出席して顧問の一人として就任した。翌年1995年（平成7年）に、同党はスポーツ平和党と合併し、同年の第17回参議院選挙で、上田哲も比例区から出馬するも落選した。その後上田は新たに「社会党」を結党、委員長に就任して衆院選に出馬することがあった。
政治活動家の佐々木信夫も在籍していたことがある。

## 年表
- 1994年（平成6年） - 護憲新党あかつきが結成される
- 1995年（平成7年） - 同党の一部を除きスポーツ平和党と合併（岐阜県の組織などは存続）
- 2009年（平成21年） - 解散[2]